# Nunam Iqua
Nunam Iqua, antigament Sheldon Point, és una concentració de població designada pel cens dels Estats Units a l'estat d'Alaska. Segons el cens dels Estats Units del 2000, Nunam Iqua tenia 164 habitants, 35 habitatges, i 26 famílies La densitat de població era de 4,8 habitants/km².
Dels 35 habitatges en un 57,1% hi vivien nens de menys de 18 anys, en un 31,4% hi vivien parelles casades, en un 28,6% dones solteres, i en un 22,9% no eren unitats familiars. En el 17,1% dels habitatges hi vivien persones soles el 17,1% de les quals corresponia a persones de 65 anys o més que vivien soles. El nombre mitjà de persones vivint en cada habitatge era de 4,69 i el nombre mitjà de persones que vivien en cada família era de 5,22.
Per edats la població es repartia de la següent manera: un 51,8% tenia menys de 18 anys, un 8,5% entre 18 i 24, un 23,8% entre 25 i 44, un 11,6% de 45 a 60 i un 4,3% 65 anys o més.
L'edat mediana era de 17 anys. Per cada 100 dones hi havia 124,7 homes. Per cada 100 dones de 18 o més anys hi havia 97,5 homes.
La renda mediana per habitatge era de 29.000 $ i la renda mediana per família de 26.250 $. Els homes tenien una renda mediana de 48.750 $ mentre que les dones 24.375 $. La renda per capita de la població era de 6.725 $. Aproximadament el 40,6% de les famílies i el 36,3% de la població estaven per davall del llindar de pobresa.

## Poblacions properes
El següent diagrama mostra les poblacions més properes.